# Britton, South Dakota
Britton är administrativ huvudort i Marshall County i South Dakota. Orten har fått sitt namn efter järnvägsdirektören Isaac Britton. Enligt 2020 års folkräkning hade Britton 1 215 invånare.